# Чортківська пошта
Чортківська пошта — установа в місті Чорткові на Тернопільщині.
Розташована на вулиці Степана Бандери, 38.
Оголошений пам'яткою архітектури місцевого значення, охоронний номер 74

## Відомості
Поштова служба була створена у нашому місті наприкінці 30-х років ХІХ століття. 
До того часу поштова станиця в Чорткові вже була, але поштовим центром місто ще не було. Тільки з 1840 року збереглися найдавніші відбитки поштового штемпеля першої Чортківської пошти.